# Monika Kallies
Monika Kallies   (Stralsund, 31 de juliol de 1956) és una ex-remadora alemanya que va competir durant la dècada de 1970.
El 1976 va prendre part en els Jocs Olímpics de Mont-real, on guanyà la medalla d'or en la competició del vuit amb timoner del programa de rem. En el seu palmarès també destaca una medalla d'or al Campionat del món de rem de 1975.